# 阿只吉
阿只吉（?—?），元朝蒙古宗王。孛儿只斤氏。成吉思汗玄孙，察合台曾孙，木阿秃干之孙，不里之子。
蒙哥汗初年，父亲不里死后，承袭太原份地。1259年，宪宗蒙哥死；1260年，与诸王共戴忽必烈即大汗位，因为功劳备受忽必烈信任。受委任长期镇守别失八里，兼辖天山南路畏兀儿及高昌（今吐鲁番）、哈密力（今新疆哈密）等地屯戍军事，以防阿里不哥及其党西逃。灭南宋后，竭力防御海都势力东进。至元十八年（1281年），兼掌太和岭和别失八里新置驿站三十所，沟通东西交通。至元二十二年（1285年），集西北之兵三十万，与海都同党都哇决战。因为管军失律，失败后东逃，被被罢职罢兵权，由丞相伯颜代总军务。后获赦，重新任用，驻守西北。元成宗大德八年、九年间去世。

## 子女
- 越王秃剌（子：豫王阿剌忒納失里；孫：西安王答里麻）
- 威远王忽都帖木儿
- 赤因铁木儿
- 回鹘公主，嫁汪古部首领孛要合之孙丘邻察